# Nuno Alvites
Nuno Alvites (fl. 1017 — 1028), também referido como Nuno Aloitiz,[a] conde de Portucale, foi um descendente de Vímara Peres como filho de Alvito Nunes e Gontina.
A sua presença é registada pela primeira vez em 1017. Em 1025, há registo da confirmação de Nuno a uma doação do rei Afonso V ao irmão de Nuno, Pedro Alvites; no mesmo ano, outro documento diz que sucedeu ao seu pai Alvito no governo do condado. Governou o condado com a sua esposa Ilduara Mendes, filha do conde Mendo Gonçalves, até que foi assassinado em 1028, o mesmo ano que morreu o rei Afonso V. Depois da sua morte, a sua viúva, Ilduara continuou a governar o condado como regente com seu filho Mendo que era menor de idade.

## Descendência
Com sua esposa Ilduara teve três filhos:
- Mendo Nunes, (fl. 1028–1050)[1]. Governou o condado com sua mãe e por conta propria a partir do ano 1043.[1]
- Gontroda Nunes,[2] aparece nas fontes medievais a partir de 1028 até 1088. Casou-se com o conde Vasco.[1]
- Munio Nunes, que vendeu propriedades em Domez antes de 1031.[1]